# Anna Kałygina
Anna Stiepanowna Kałygina (ros. Анна Степановна Калыгина, ur. 30 grudnia 1895 we wsi Małachowo w guberni tulskiej, zm. 27 listopada 1937) – radziecka działaczka partyjna.

## Życiorys
W 1914 została aresztowana i zwolniona, 1915 wstąpiła do SDPRR(b), 1917 była członkiem rady rejonowej w Moskwie, członkiem Rady Moskiewskiej, członkiem rejonowego komitetu SDPRR(b) w Moskwie, agitatorem-organizatorem dwóch rejonowych komitetów SDPRR(b) w Moskwie i przewodniczącą komitetu fabrycznego w Moskwie. W październiku 1917 była członkiem Aleksiejewo-Rostokinskiego Komitetu Wojskowo-Rewolucyjnego w Moskwie, a od października 1917 do czerwca 1918 kierowniczką rejonowego oddziału ubezpieczeń społecznych w Moskwie, następnie służyła w Armii Czerwonej, została wzięta do niewoli, zbiegła. W 1919 została ranna i odesłana na leczenie, od września 1920 kierowała Wydziałem Agitacyjno-Propagandowym Aleksiejewo-Rostokinskiego Komitetu Rejonowego RKP(b) w Moskwie, później była w grupie lektorskiej Komunistycznego Uniwersytetu im. Swierdłowa (1921-1924 studiowała na tym uniwersytecie). Od września 1921 agitatorka, propagandzistka i instruktorka moskiewskiego gubernialnego komitetu RKP(b), 1924-1926 instruktorka Wydziału ds. Pracy Wśród Kobiet KC RKP(b)/WKP(b), 1926-1928 zastępczyni kierowniczki Wydziału ds. Pracy Wśród Kobiet/Pracy Wśród Robotnic i Chłopek KC WKP(b) Aleksandry Artiuchiny. Od 31 grudnia 1925 do 12 października 1937 zastępca członka KC WKP(b), od 8 września 1928 do 8 kwietnia 1929 przewodnicząca Komitetu Wykonawczego Smoleńskiej Rady Gubernialnej, od 5 lipca do września 1929 sekretarz odpowiedzialna Twerskiego Gubernialnego Komitetu WKP(b) i jednocześnie przewodnicząca Biura Organizacyjnego KC WKP(b) na okręg twerski. Od 4 września 1929 do sierpnia 1930 sekretarz odpowiedzialna Twerskiego Komitetu Okręgowego Komitetu WKP(b), 1934-1935 I sekretarz Komitetu Miejskiego WKP(b) w Kalininie (Twerze), od 14 lutego do czerwca 1935 II sekretarz Biura Organizacyjnego KC WKP(b) na obwód kaliniński (twerski), od czerwca 1935 do kwietnia 1936 II sekretarz Komitetu Obwodowego WKP(b) w Kalininie. Od kwietnia 1936 do marca 1937 I sekretarz Komitetu Miejskiego WKP(b) w Woroneżu, od marca do 19 maja 1937 II sekretarz Komitetu Miejskiego WKP(b) w Woroneżu. 8 marca 1933 odznaczona Orderem Lenina.
26 czerwca 1937 została aresztowana, a 27 listopada 1937 skazana na śmierć przez Wojskowe Kolegium Sądu Najwyższego ZSRR pod zarzutem udziału w antyradzieckiej prawicowo-trockistowskiej organizacji terrorystycznej i rozstrzelana. 17 marca 1956 pośmiertnie zrehabilitowana.